# Marque droite-à-gauche
Cette page contient des caractères spéciaux ou non latins. S’ils s’affichent mal (▯, ?, etc.), consultez la page d’aide Unicode.
La marque droite-à-gauche est, en informatique et en typographie, un caractère sans chasse (U+200F marqueur droite-à-gauche, HTML : &rlm;), qui est utilisé pour indiquer que les caractères  qui lui sont adjacents s’affichent de droite à gauche. Il est généralement utilisé dans les textes mélangeant des systèmes d’écriture s’écrivant de gauche à droite et de droite à gauche, comme quelques mots français (avec l’alphabet latin) dans un texte en arabe (avec l’alphabet arabe). Il est à comparer à la marque gauche-à-droite qui a un rôle opposé. L'usage du marqueur gauche-à-droite est décrit dans l'algorithme BiDi d’Unicode1.

## Utilisation
La marque droite-à-gauche est utile lorsqu’une chaine de caractères d’un système d’écriture écrit de droite à gauche et de caractères non alphabétiques est utilisée dans un texte écrit de gauche à droite.
Par exemple le texte hébreu באמת (de droite à gauche) avec le point d’exclamation (neutre), littéralement « vraiment ! », dans un texte en français (de gauche à droite) , sera affiché avec ! à sa droite:

J’ai — באמת! — apprécié lui rendre visite.
Si la marque droite-à-gauche est introduite après le !, alors le texte devrait être affiché correctement avec ! à gauche du באמת :

J’ai — באמת!‏ — apprécié lui rendre visite.
Les applications conformes à la norme afficheront ! à droite dans le premier exemple car elles reconnaissent le paragraphe comme étant dans une écriture de gauche à droite (ici l’écriture latine), et traite les signes de ponctuation et symboles (neutre dans leur orientation) comme le texte adjacent le plus proéminent, c’est-à-dire le reste du paragraphe plutôt que juste quelques caractères. Dans le second exemple, la marque droite-à-gauche indique que le texte adjacent (le באמת et la marque) est uniquement de droite à gauche et l’application affiche donc ! à gauche des caractères précédents.

## Voir
- Marque gauche-à-droite
- Texte bidirectionnel